# 김영배 (1886년)
김영배(金永培, 일본식 이름: 古海洸후루미 히로시, 1886년 4월 7일 ~ 1943년 11월 9일)는 일제강점기의 경찰 출신 관료이다.

## 약력
- 1920년 : 경상북도 도경 고등과 근무
- 1923년 : 경북도경 경무과장 (경부 계급으로서는 이례적인 인사)
- 1925년 : 경시로 승진
- 1925년 : 경북도경 보안과장
- 1925년 : 평안북도 운산군 군수
- 충청북도 산업부장
- 황해도 참여관
- 사상범 보호관찰심사회 예비심사위원[2]
- 1941년 : 조선총독부 중추원 칙임참의

## 사후
- 2002년 : 친일파 708인 명단 4개 분야 수록 - 경시, 조선총독부 사무관, 도 참여관, 중추원
- 2008년 : 민족문제연구소의 친일인명사전 수록예정자 명단 3개 분야 수록 - 중추원, 관료, 경찰
- 2009년 : 친일반민족행위진상규명위원회가 발표한 친일반민족행위 705인 명단에 수록

## 같이 보기
- 조선총독부 중추원

## 참고자료
- 백기완, 송건호, 임헌영 (2004년 5월 20일). 《해방전후사의 인식 (1)》. 서울: 한길사. 236쪽쪽. ISBN 8935655422.